# Andreas Knipping
Andreas Knipping (* 14. Februar 1952 in München) ist ein deutscher Jurist und Autor, der vorwiegend zu eisenbahngeschichtlichen Themen veröffentlicht.

## Leben und Beruf
Knipping studierte Rechtswissenschaften. Er arbeitete 1980–1987 als Referent in der Landesversicherungsanstalt Oberbayern und war ab 1987 als Regierungsdirektor und hauptamtlicher Dozent an der Bayerischen Beamtenfachhochschule in München tätig. Knipping wechselte 1996 als Richter an das Sozialgericht München. Dort war er ab 2001 als weiterer aufsichtsführender Richter eingesetzt. Zudem übernahm er die Funktion des Pressesprechers des Gerichts. Er trat mit Vollendung seines 67. Lebensjahres zum 1. März 2019 in den Ruhestand.
In seiner Spruchpraxis war Knipping unter anderem mit Streitigkeiten um Entschädigungszahlungen nach dem Ghettorentengesetz befasst. Abweichend vom üblichen Vorgehen der Sozialgerichte führte er Erörterungstermine in Anwesenheit der Betroffenen durch und konnte so oft entscheidende Sachverhalts- und Rechtsfragen klären. Nebenamtlich lehrt er Rentenrecht für Auszubildende der Deutschen Rentenversicherung.
Knipping ist Mitglied der SPD und lebt in Eichenau. Von 2014 bis 2020 war er Mitglied des Gemeinderats seiner Heimatgemeinde Eichenau.

## Schriftstellerisches Schaffen
Knipping ist seit den 1970er Jahren schriftstellerisch tätig. Schwerpunkte seiner Arbeiten sind die Eisenbahngeschichte des Ersten und Zweiten Weltkrieges sowie Dampflokomotiven. Er veröffentlicht vor allem im EK- und im GeraMond-Verlag. Daneben liegen von Knipping sozialrechtliche Aufsätze, etwa in der Fachzeitschrift Die Sozialgerichtsbarkeit, vor.

## Werke (Auswahl)
Eisenbahngeschichtliche Werke
- Die Triebfahrzeuge der Deutschen Bundesbahn im Jahre 1950. EK-Verlag, Freiburg im Breisgau 1978, ISBN 3-88255-950-0 (gemeinsam mit Manfred Herb, Hansjürgen Wenzel).
- Die Baureihe 70. Die bayerische Tenderlok für leichte Züge und ihre badische Schwester. EK-Verlag, Freiburg im Breisgau 1998, ISBN 3-88255-170-4.
- Eisenbahnen zwischen Ostfront und Atlantikwall. 1939–1945. Transpress, Stuttgart 2002, ISBN 3-613-71193-1 (gemeinsam mit Reinhard Schulz).
- Lokomotiven „Heim ins Reich“. Die von der Deutschen Reichsbahn in Österreich, der Tschechoslowakei, Litauen, Polen, Belgien, Luxemburg und Jugoslawien übernommenen Triebfahrzeuge. EK-Verlag, Freiburg im Breisgau 2009, ISBN 978-3-88255-131-0 (gemeinsam mit Ingo Hütter und Hansjürgen Wenzel).
- Die große Geschichte der Eisenbahn in Deutschland, Die illustrierte Chronik. GeraMond, München 2011, ISBN 978-3-86245-131-9
- Alte Meister der Eisenbahn-Photographie: Gottfried Turnwald. EK-Verlag, Freiburg im Breisgau 2011, ISBN 978-3-88255-318-5
- Die Eisenbahn zu Kaisers Zeiten. EK-Verlag, Freiburg im Breisgau 2012, ISBN 978-3-88255-311-6
- Bildarchiv 54 – Altbauelloks in Oberbayern. EK-Verlag, Freiburg im Breisgau 2013, ISBN 978-3-88255-457-1 (gemeinsam mit Florian Hofmeister).
- Eisenbahn im Zweiten Weltkrieg. Vom Blitzkrieg bis zum Untergang. GeraMond, München 2013, ISBN 978-3-86245-149-4 (gemeinsam mit Brian Rampp).
- Deutschlands Lokomotiven und Triebwagen. EK-Verlag, Freiburg im Breisgau 2015, ISBN 978-3-8446-6020-3

Sozialrechtliche Aufsätze
- Rücknahme oder Aufhebung oder Mißachtung überholter Verwaltungsakte – Defizite bei der Anwendung und Probleme bei der Auswahl der Korrekturvorschriften, dargestellt an Beispielen aus dem Bereich der gesetzlichen Rentenversicherung. In: Neue Zeitschrift für Sozialrecht 1994, S. 109–118.
- Die Vorschriften des SGB VI über Rechts- und Anspruchsänderungen und ihr Zusammenspiel mit den Korrekturvorschriften des SGB VI. In: Deutsche Rentenversicherung 1995, S. 228–248.
- Der Streit um die Rente wegen Erwerbsminderung – eine statistische Betrachtung. In: Die Sozialgerichtsbarkeit 2006, S. 653–656.